# Helsingborgs Idrottsförening
L'Helsingborgs Idrottsförening (meglio noto come Helsingborgs IF, Helsingborg e, localmente, come HIF) è una società calcistica svedese con sede nella città di Helsingborg. Milita in Superettan, la seconda divisione del campionato svedese.
Il club, fondato il 4 giugno 1907, vanta in bacheca 5 campionati svedesi, 3 Svenska Cupen e due Supercoppe di Svezia. La squadra, in realtà, avrebbe vinto altri due titoli nazionali, nel 1929 e 1930, ma essi non vengono riconosciuti ufficialmente dalla federazione calcistica svedese poiché in quegli anni l'Allsvenskan non aveva il titolo di campionato.

## Storia
L'Helsingborg è un membro fondatore dell'Allsvenskan. Tra il 1924 e il 1968 ha giocato tutte le stagioni (a eccezione di due) nella massima serie. Durante questo periodo, precisamente tra la fine degli anni '20 (stagione 1928-1929) e l'inizio degli anni '40 (stagione 1940-1941), ha vinto cinque titoli nazionali.
Alla fine della stagione 1968, l'HIF venne retrocesso. Mentre in molti si aspettavano un rapido ritorno nell'Allsvenskan, il club in realtà ha giocato nelle serie inferiori per 24 stagioni, prima della promozione nella massima serie ottenuta nel 1992, mantenendo poi la categoria anche negli anni a seguire.
Nel 1998 l'Helsingborg è stato a un passo dal tornare ad essere campione di Svezia a 58 anni di distanza dall'ultima volta, ma la sconfitta all'ultima giornata sul campo del già retrocesso Häcken ha relegato la squadra al secondo posto. La formazione guidata da Åge Hareide si è riscattata l'anno successivo, vincendo la Allsvenskan 1999 che è valsa il sesto titolo nella storia della società. Questo successo ha permesso ai rossoblu di qualificarsi per i preliminari della Champions League 2000-2001, in cui gli svedesi sono riusciti inaspettatamente ad avanzare alla fase a gironi a discapito dell'Inter: infatti, alla vittoria per 1-0 ottenuta all'Olympia tra le mura amiche, è seguito lo 0-0 di San Siro, maturato anche grazie al rigore parato al 91' minuto da Sven Andersson al nerazzurro Álvaro Recoba.
Sempre nel 2000, ma in campionato, l'Helsingborg ha chiuso al secondo posto in classifica. Per ritrovare questo piazzamento eguagliato negli anni a venire occorre attendere una decina di anni, quando la squadra si è piazzata seconda nell'Allsvenskan 2010 rimanendo in corsa fino all'ultima giornata. Il campionato di Allsvenskan 2011 ha visto invece trionfare proprio l'Helsingborg del tecnico Conny Karlsson.
Dopo 24 stagioni consecutive trascorse in Allsvenskan, il 20 novembre 2016 la squadra rossoblu – guidata in panchina dall'ex giocatore di Barcellona e nazionale Henrik Larsson – è retrocessa in Superettan. Fatale è stato lo spareggio di ritorno contro l'Halmstad, partita che l'Helsingborg conduceva in casa fino all'87' minuto prima di subire due gol nei minuti finali, i quali hanno scatenato una violenta protesta della tifoseria. Nel 2018, al secondo tentativo, il club ha vinto la Superettan 2018 ed è quindi risalito in Allsvenskan, salvo poi retrocedere nuovamente nel 2020. Un nuovo saliscendi lo si è avuto nelle due annate seguenti, con il ritorno immediato in Allsvenskan e un'altrettanto rimediata retrocessione al termine del campionato 2022.

## Strutture

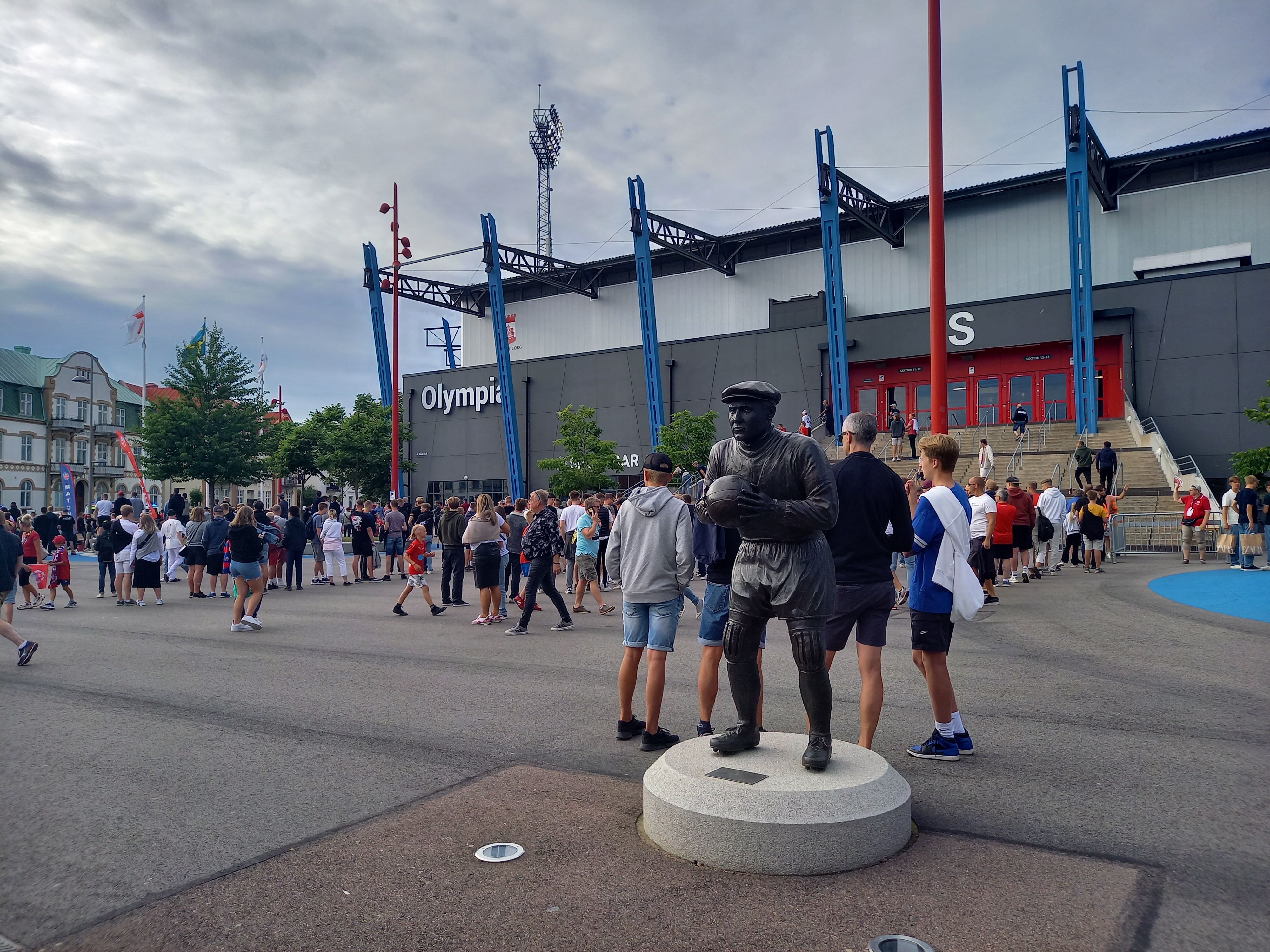
Tifosi in attesa di entrare allo stadio prima di un incontro di campionato.

### Stadio
L'Helsingborgs IF gioca le sue partite interne allo Stadio Olympia, inaugurato nel 1898 e più volte ristrutturato nel corso degli anni. Ha una capacità di 17.100 spettatori.

## Giocatori

### Vincitori di titoli
Calciatori campioni olimpici di calcio
- Kalle Svensson (Londra 1948)

### Numeri ritirati
17 -  Henrik Larsson, Attaccante (1992-93, 2006-09) - ha totalizzato 163 presenze e 104 gol per l'HIF. Successivamente ha ricevuto anche l'incarico di allenatore.

## Allenatori

### Lista parziale degli allenatori
- 1935  Gunnar Olsson
- 1936-1937  Harry Lundahl
- 1938-1944  Albin Dahl
- 1944  Harry Lundahl
- 1945-1946  Arno Nielsen
- 1947-1949  William Burnikell
- 1949-1950  Dolfo Holländer
- 1950-1954  Albin Dahl
- 1954-1958  Eric Persson
- 1958-1960  Adolf Vogel
- 1961-1964  John Wikdahl
- 1965  Tivadar Szentpetery
- 1965-1968  Åke Jönsson
- 1969-1970   Arne Sörensen
- 1971   Raoul Weimann
- 1972-1973  Arne Hagberg
- 1974  W. Schnorrenberger
- 1975  Lars-Göran Persson
- 1976-1977  Brian Birch
- 1977  Bert Olsson
- 1978-1980  Bernt-Hugo Andersson
- 1980-1981  Bertil Hansson
- 1982-1983  Thomas Borg
- 1984-1986  Rolf Svensson
- 1986  Bertil Hansson
- 1987-1994  Bosse Nilsson
- 1994-1997  Reine Almqvist
- 1998-1999  Åge Hareide
- 2000-2001  Nanne Bergstrand
- 2002  Sören Cratz
- 2002-2006  Peter Swärdh
- 2006  Hans Eklund
- 2006-2007  Stuart Baxter
- 2008-2009  Bosse Nilsson
- 2010-2012  Conny Karlsson
- 2012  Åge Hareide
- 2013-2014  Roar Hansen
- 2015-2016  Henrik Larsson
- 2017-2019  Per-Ola Ljung
- 2019  Henrik Larsson
- 2019-2020  Olof Mellberg
- 2021-  Jörgen Lennartsson

## Palmarès

### Competizioni nazionali
- Campionato svedese: 5+2 [5]
  - Campione di Svezia: 1932-1933, 1933-1934, 1940-1941, 1999, 2011
  - Allsvenskan senza titolo di Campione di Svezia: 1932-1933, 1933-1934

- Svenska Cupen: 5

1941, 1998, 2006, 2010, 2011
- Supercupen: 2

2011, 2012
- Superettan: 1

2018

### Altri piazzamenti
- Campionato svedese:

Secondo posto: 1927-1928, 1948-1949, 1953-1954, 1995, 1998, 2000, 2010
Terzo posto: 1926-1927, 1939-1940, 1942-1943, 1949-1950, 1951-1952, 1956-1957, 1967, 1996
- Svenska Cupen:

Finalista: 1950, 1993-1994, 2013-2014
Semifinalista: 1944, 1946, 1947, 1953, 1994-1995, 2009
- Svenska Mästerskapet:

Finalista: 1914, 1918
- Supercupen:

Finalista: 2007
- Superettan:

Terzo posto: 2021
- Royal League:

Semifinalista: 2006-2007

## Statistiche e record

### Statistiche di squadra

#### Statistiche nelle competizioni UEFA
Tabella aggiornata alla fine della stagione 2018-2019.
| Competizione                  | Partecipazioni | G  | V  | N  | P  | RF | RS |
| ----------------------------- | -------------- | -- | -- | -- | -- | -- | -- |
| UEFA Champions League         | 2              | 16 | 6  | 5  | 5  | 19 | 19 |
| Coppa delle Coppe             | 1              | 4  | 2  | 1  | 1  | 5  | 1  |
| Coppa UEFA/UEFA Europa League | 8              | 52 | 17 | 16 | 17 | 80 | 60 |
| Coppa Intertoto               | 1              | 4  | 1  | 1  | 2  | 3  | 4  |

#### Statistiche individuali
| Record di presenze - 349 Kalle Svensson (1943-1962) | Record di reti - 141 Knut Kroon (1925-1942) |

## Tifoseria
Il gruppo organizzato dai tifosi si chiama Kärnan mentre i colori sociali classici della squadra sono il rosso ed il blu.

## Organico

### Rosa 2022
Aggiornata al 10 aprile 2022.
| N. |                           | Ruolo | Calciatore                        |
| -- | ------------------------- | ----- | --------------------------------- |
| 1  | Danimarca (bandiera)      | P     | Anders Lindegaard (vice capitano) |
| 2  | Rep. del Congo (bandiera) | D     | Ravy Tsouka                       |
| 4  | Fær Øer (bandiera)        | C     | Viljormur Davidsen                |
| 5  | Fær Øer (bandiera)        | C     | Brandur Hendriksson               |
| 6  | Svezia (bandiera)         | D     | Andreas Landgren                  |
| 7  | Svezia (bandiera)         | A     | Viktor Lundberg                   |
| 8  | Svezia (bandiera)         | C     | Sumar Almadjed                    |
| 9  | Curaçao (bandiera)        | A     | Anthony van den Hurk (capitano)   |
| 10 | Svezia (bandiera)         | A     | Rasmus Jönsson                    |
| 11 | Finlandia (bandiera)      | A     | Rasmus Karjalainen                |
| 13 | Svezia (bandiera)         | C     | Wilhelm Loeper                    |
| 14 | Svezia (bandiera)         | D     | Casper Widell                     |
| 15 | Svezia (bandiera)         | A     | Assad Al Hamlawi                  |
| 16 | Svezia (bandiera)         | D     | Jakob Voelkerling Persson         |
| 18 | Svezia (bandiera)         | P     | Alexander Nilsson                 |

| N. |                      | Ruolo | Calciatore       |
| -- | -------------------- | ----- | ---------------- |
| 19 | Finlandia (bandiera) | C     | Lucas Lingman    |
| 20 | Svezia (bandiera)    | C     | Dennis Olsson    |
| 21 | Svezia (bandiera)    | D     | Charlie Weberg   |
| 22 | Svezia (bandiera)    | C     | Taha Ali         |
| 23 | Svezia (bandiera)    | D     | Ali Suljic       |
| 24 | Svezia (bandiera)    | D     | Emil Hellman     |
| 25 | Svezia (bandiera)    | P     | Kalle Joelsson   |
| 26 | Svezia (bandiera)    | C     | Victor Göransson |
| 27 | Ghana (bandiera)     | C     | Benjamin Acquah  |
| 28 | Svezia (bandiera)    | D     | Victor Blixt     |
| 29 | Ghana (bandiera)     | C     | Joseph Amoako    |
| 30 | Svezia (bandiera)    | C     | Albert Ejupi     |
| 31 | Svezia (bandiera)    | C     | Adam Kaied       |
| 40 | Svezia (bandiera)    | P     | Nils Arvidsson   |
|    | Svezia (bandiera)    | C     | Armin Gigović    |

## HIF Akademi
L'HIF Akademi, nome esteso Helsingborgs Idrottsförening Akademi o Helsingborgs IF Akademi, era una squadra creata al fine di sviluppare potenziali giocatori utili alla prima squadra dell'Helsingborg. È stata formata ufficialmente il 2 marzo 2013 sulle ceneri di un altro club, il Ramlösa Södra FF, appositamente acquistato e rinominato. Nello stesso anno ha iniziato la sua attività nel campionato di Division 2, il quarto gradino della piramide del calcio svedese. La squadra è scomparsa al termine della stagione 2016, annata in cui la prima squadra è retrocessa in Superettan mentre l'HIF Akademi aveva ottenuto la salvezza nel campionato di Division 2.